# Застава М93 (БГА)
Застава М93 је аутоматски бацач граната домаћег произвођача „Застава оружје“, намењен гађању циљева при разним временским и теренским условима. Основна намена овог оружја је онеспособљавање откривених и заклоњених циљева на удаљености до 1.700 м и неутралисање лако оклопљених возила на удаљености до 1.000 м. Може се намонтирати на борбена возила и хеликоптере.
Застава М93 је настао коришћењем искустава из рата у Авганистану где се совјетски бацач граната АГС-17 показао као корисно средство директне ватрене подршке пешадије.

## Опис и особине
Бацач користи принцип повратног трзаја. Гранате се испаљују кроз два режима ватре: мања брзина и већа брзина. Када се користи мања брзина ватре гранате се испаљују брзином од 65 до 70 граната у минути. Овај режим ватре се најчешће користи за прецизније гађање појединачним циљева. Код режима веће брзине ватре гранате се испаљују брзином до 170 граната у минути. Овај режим ватре користи се за покривање већег простора, дејство по раштрканим циљевима и пешадијским формацијама. Теоретска брзина ватре је 350 до 400 граната у минути.
Послугу чине три члана: нишанџија, помоћник и доносилац муниције. У борбеном комплету се налазе три добоша капацитета 29 граната који се монтирају са десне стране бацача. Уз бацач се испоручује и нишанска справа НСБГ-1 која служи за директно, полудиректно и индиректно гађање.
Маса бацача је 45 кг, и нишанске справе 1 кг. Вертикално поље дејства је -5° до +70°, а хоризонтално 30°. 
Као муниција користе се гранате калибра 30мм ТГ-М93 које су тренутно распрскавајуће, као и вежбовне ВХ-М93. Са М93 се може дејствовати и из ровова и заклона. Постоље је трокрако.